# Toxopsiella lawrencei
Toxopsiella lawrencei là một loài nhện trong họ Deinopidae. T. lawrencei được miêu tả năm 1964 bởi Raymond Robert Forster.